# Marinus Wagtmans
Marinus „Rini“ Wagtmans (* 25. Dezember 1946 in St. Willibrord (Utrecht) oder in Rucphen) ist ein ehemaliger niederländischer Radrennfahrer.

## Sportliche Laufbahn
Wagtmans hatte eine besondere Stärke in Etappenrennen. Als Amateur bestritt er 1966 mit der niederländischen Nationalmannschaft die Tour de l’Avenir. In dem Etappenrennen war er auf einem Tagesabschnitt erfolgreich und wurde 34. der Gesamtwertung. Er siegte in der Ronde van Midden-Zeeland und konnte dort, wie auch in der Tour de la province de Namur eine Etappe gewinnen. Bei den UCI-Straßen-Weltmeisterschaften gewann er mit Timen Groen, Harry Steevens und Eddy Beugels die Silbermedaille im Mannschaftszeitfahren. In der Ronde van Overijssel wurde er hinter Gerard Vianen Zweiter. Dritte Plätze holte er in jener Saison in der Rennen Tour de la province de Namur und niederländischen Limburg-Rundfahrt.
1967 siegte er in der Österreich-Rundfahrt vor Rudi Valenčič und war auf zwei Etappen erfolgreich. In der Tour de la province de Namur wurde er wiederum Dritter mit einem Etappensieg. In der heimischen Olympia’s Tour kam er als Zweiter hinter Cees Zoontjens auf das Podium. In der Bevrijdingsronde van Drenthe und im Omloop der Kempen belegte er den 2. Platz. In der Tour de l’Avenir kam er auf den 67. Rang.
Im Rennen der UCI-Straßen-Weltmeisterschaften der Amateure 1965 wurde er als 16. klassiert, 1967 wurde er 48. des Rennens.
1968 wurde er Berufsfahrer im Radsportteam Willem II-Gazelle und blieb bis 1973 aktiv. In seiner ersten Saison als Radprofi gelangen ihm Etappensiege in der Baskenland-Rundfahrt und im Rennen Quatre Jours de Dunkerque. Hinter dem Sieger Wilfried David wurde Wagtmans Zweiter der Belgien-Rundfahrt. In der Saison 1969 gewann er eine Etappe der Luxemburg-Rundfahrt und holte zweite Plätze im Rennen Quatre Jours de Dunkerque und in der Luxemburg-Rundfahrt. Beim Sieg von Roger Pingeon konnte er Dritter der Vuelta a España werden.
Wagtmans gewann 1970 eine Etappe der Tour de France und zwei Etappen in der Vuelta a España. 1972 konnte er in der Tour de France erneut einen Etappensieg feiern. 1971 kam ein Erfolg im Prolog (Mannschaftszeitfahren) dazu. Er trug das Gelbe Trikot für einen Tag. Am Ende seiner Profilaufbahn, die er nach gesundheitlichen Problemen beendete, hatte er mit etlichen Erfolgen in Kriterien und Rundstreckenrennen 21 Siege erzielt.
Wagtmans bestritt alle Grand Tours.

## Grand-Tour-Platzierungen
| Grand Tour            | 1969 | 1970 | 1971 | 1972 |
| --------------------- | ---- | ---- | ---- | ---- |
| Vuelta a EspañaVuelta | 3    | DNF  | –    | –    |
| Giro d’ItaliaGiro     | –    | –    | 16   | –    |
| Tour de FranceTour    | 6    | 5    | 16   | 54   |